# Golpe de Estado de Pavía
El golpe de Estado de Pavía, o simplemente golpe de Pavía, fue un golpe de Estado que se produjo en España el 3 de enero de 1874, durante la Primera República y que estuvo encabezado por el general Manuel Pavía, capitán general de Castilla la Nueva cuya jurisdicción incluía Madrid. Consistió en la ocupación del edificio del Congreso de los Diputados por guardias civiles y soldados que desalojaron del mismo a los diputados cuando se estaba procediendo a la votación de un nuevo presidente del poder ejecutivo de la República en sustitución de Emilio Castelar que acababa de perder la moción de censura presentada por Francisco Pi y Margall, Estanislao Figueras y Nicolás Salmerón, líderes del sector del Partido Republicano Federal opuesto a la política «fuera de la órbita republicana» del republicano federal derechista Castelar. Precisamente el objetivo del golpe era impedir que Castelar fuera desalojado del gobierno, aunque como este tras el golpe no aceptó seguir en el poder por medios antidemocráticos, el general Pavía tuvo que reunir a los partidos contrarios a la república federal que decidieron poner al frente del gobierno nacional que promovía Pavía al líder del conservador Partido Constitucional, el general Francisco Serrano. Así se inició la segunda etapa de la República que se suele denominar «República Unitaria» o «Dictadura de Serrano». 
El general Pavía en una intervención parlamentaria del 13 de marzo de 1875, es decir, después de producirse la Restauración borbónica, explicó con detalle el «acto del 3 de enero», como él designó al golpe de Estado que había encabezado —explicación que en 1878 publicó en forma de folleto—.

## Antecedentes: la proclamación de la República Federal y la rebelión cantonal
El 11 de febrero de 1873, al día siguiente de la abdicación de Amadeo I, el Congreso y el Senado, constituidos en Asamblea Nacional, proclamaron la República por 258 votos contra 32, pero sin definirla como unitaria o como federal, postergando la decisión a las futuras Cortes Constituyentes, y nombraron como presidente del Poder Ejecutivo al republicano federal Estanislao Figueras.

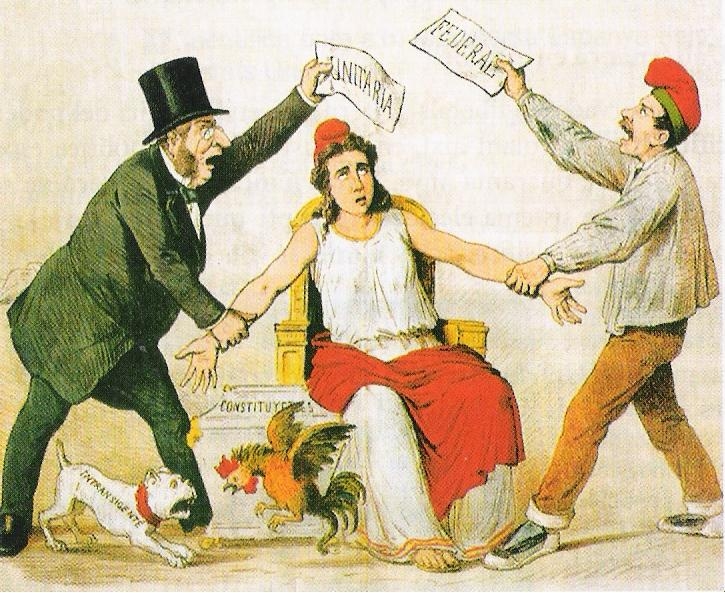
Caricatura de la revista satírica La Flaca del 3 de marzo de 1873 sobre la pugna entre los radicales, que defienden la república unitaria, y los republicanos federales que defienden la federal. Y también sobre la pugna entre los federales "transigentes" e "intransigentes".

En mayo se celebraron las elecciones a Cortes Constituyentes, que a causa del retraimiento del resto de los partidos supusieron una aplastante victoria para el Partido Republicano Federal. Pero esta situación era engañosa porque en realidad los diputados republicanos federales de las Constituyentes estaban divididos en tres o cuatro grupos según los autores (existía además un grupo integrado por unos 20 diputados monárquicos y republicanos unitarios que constituían la extrema derecha de la Cámara; entre ellos se encontraban Antonio de los Ríos Rosas, Francisco Romero Robledo y Manuel Becerra y Bermúdez):
- Los «intransigentes» («jacobino-socialistas», los llama Román Miguel González) con unos 50 o 60 diputados formaban la extrema izquierda de la Cámara ―y ese era el lugar físico donde se sentaban―. Propugnaban que las Cortes se declararan en Convención, asumiendo todos los poderes del Estado ―el legislativo, el ejecutivo y el judicial― para construir la República Federal de abajo arriba, desde el municipio a los cantones y desde éstos al poder federal. También defendían la introducción de reformas sociales que mejoraran las condiciones de vida del «cuarto estado». Este sector de los republicanos federales no tenía un líder claro, aunque reconocían como su «patriarca» a José María Orense, el viejo marqués de Albaida. Destacaban dentro de él Nicolás Estévanez, Francisco Díaz Quintero, los generales Juan Contreras y Blas Pierrad, o los escritores Roque Barcia y Manuel Fernández Herrero. Antes de las elecciones ya habían creado el Centro Revolucionario Federal que después pasó a llamarse Centro Republicano Federal Español. Su principal órgano de prensa era La Justicia Federal. Román Miguel González ha destacado que el liderazgo del grupo recayó «en personajes cada vez más demagogos: Casalduero, Barcia, el general Contreras…».[6]
- Los «centristas» («demosocialistas», los llama Román Miguel González) con unos 60 diputados liderados por Francisco Pi y Margall (por lo que en ocasiones también eran llamados «pimargallianos»), que constituían el centro-izquierda de la Cámara, coincidían con los «intransigentes» (o «jacobino-socialistas») en que el objetivo era construir una república federal de abajo arriba pero que, dado que no se había alcanzado el poder mediante una revolución, había que hacerlo de arriba abajo, es decir, primero había que elaboran la Constitución federal y luego proceder a la formación de los cantones o Estados federados. Dentro de los «demosocialistas» existía un pequeño grupo situado más a la izquierda que intentaba acercar posiciones con los «intransigentes» (o «jacobino-socialistas) y que estaba encabezado por Ramón de Cala, Eduardo Benot y Francisco Díaz Quintero. Paralelamente existía otro grupo situado más a la derecha que proponía el acercamiento a los «demoliberales reformistas» de Nicolás Salmerón y que estaba encabezado por José Cristóbal Sorní y Juan Manuel Cabello de la Vega.
- Los «demoliberales reformistas» (según la categorización de Román Miguel González), integrados por unos 40 o 50 diputados liderados por el «demokrausista» Nicolás Salmerón (Jorge Vilches los encuadra dentro de los «moderados», la derecha de la Cámara, en los que también incluye al grupo de Emilio Castelar). Estos «demoliberales con tendencias reformistas» constituían el centro-derecha de la Cámara y en su seno destacaban los también «demokrausistas», como Salmerón, Manuel Pedregal y Cañedo, Eduardo Palanca y Eduardo Chao. Coincidían con los pimargallianos en que la prioridad de las Cortes era aprobar la nueva Constitución ―rechazando, al igual que ellos, convertirlas en una Convención como demandaban los «intransigentes»― y se diferenciaban de los «demoliberales individualistas» de Castelar en que en el nuevo régimen solo cabrían los republicanos «viejos».
- Los «demoliberales individualistas» (según Román Miguel González), integrados por unos 50 o 60 diputados y cuyo líder indiscutible era Emilio Castelar. Constituían la derecha de la Cámara y a veces recibían el apoyo de la extrema derecha (monárquica y republicana unitaria), entre otras razones porque los «demoliberales individualistas» eran partidarios de la conciliación con los radicales y con los constitucionales para incluirlos en el nuevo régimen. Junto a Castelar destacaban Eleuterio Maisonnave, Buenaventura Abárzuza Ferrer y Miguel Morayta y Sagrario.

A pesar de esta división no tuvieron problemas en proclamar el 8 de junio la República Federal, una semana después de que se abrieron las Cortes Constituyentes bajo la presidencia del veterano republicano "intransigente" José María Orense, por 218 votos contra dos:

Artículo único. La forma de gobierno de la Nación española es la República democrática federal.

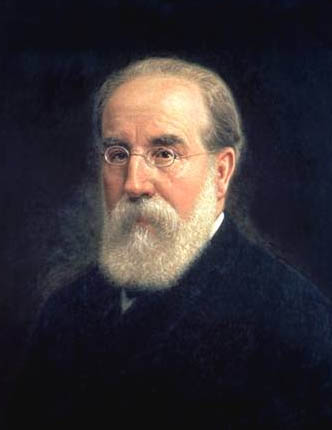
Retrato de Francisco Pi y Margall, segundo presidente del Poder Ejecutivo de la República.

Cuando el presidente Figueras, que sufría una fuerte depresión por la muerte de su mujer, tuvo conocimiento de que el general «intransigente» Juan Contreras preparaba un golpe de Estado para iniciar la República federal «desde abajo», al margen del Gobierno y de las Cortes, temió por su vida y el 10 de junio huyó a Francia. Le sustituyó el republicano federal «centrista» Francisco Pi y Margall, que estableció como prioridad derrotar a los carlistas que ya llevaban más de un año alzados en armas, en la llamada tercera guerra carlista, y la elaboración y aprobación de la nueva Constitución de la República Federal. Pero, enseguida, el gobierno de Pi y Margall se encontró con la oposición de los republicanos federales «intransigentes» porque en su programa no se habían incluido algunas de las reivindicaciones históricas de los federales como «la abolición del estanco del tabaco, de la lotería, de los aranceles judiciales y de los consumos repuestos en 1870 por ausencia de recursos». Pero sobre todo lo que reclamaban los «intransigentes» era que las Cortes, mientras se redactaba y aprobaba la nueva Constitución de la República democrática federal, se constituyeran en Convención de la cual emanaría una Junta de Salud Pública que detentaría el poder ejecutivo, propuesta que fue rechazada por Pi y Margall y por la mayoría de diputados «centristas» y «moderados» que apoyaban al gobierno.
La respuesta de los «intransigentes» a la política de «Orden y Progreso» de Pi y Margall fue abandonar las Cortes el 1 de julio, acusando al gobierno de haber contemporizado e incluso claudicado frente a los enemigos de la República Federal. A continuación los «intransigentes» exhortaron a la inmediata y directa formación de cantones, lo que iniciaría la rebelión cantonal, formándose en Madrid un Comité de Salud Pública para dirigirla, aunque «lo que prevaleció fue la iniciativa de los federales locales, que se hicieron dueños de la situación en sus respectivas ciudades». Aunque hubo casos como el de Málaga en que las autoridades locales fueron las que encabezaron la sublevación, en la mayoría se formaron juntas revolucionarias.

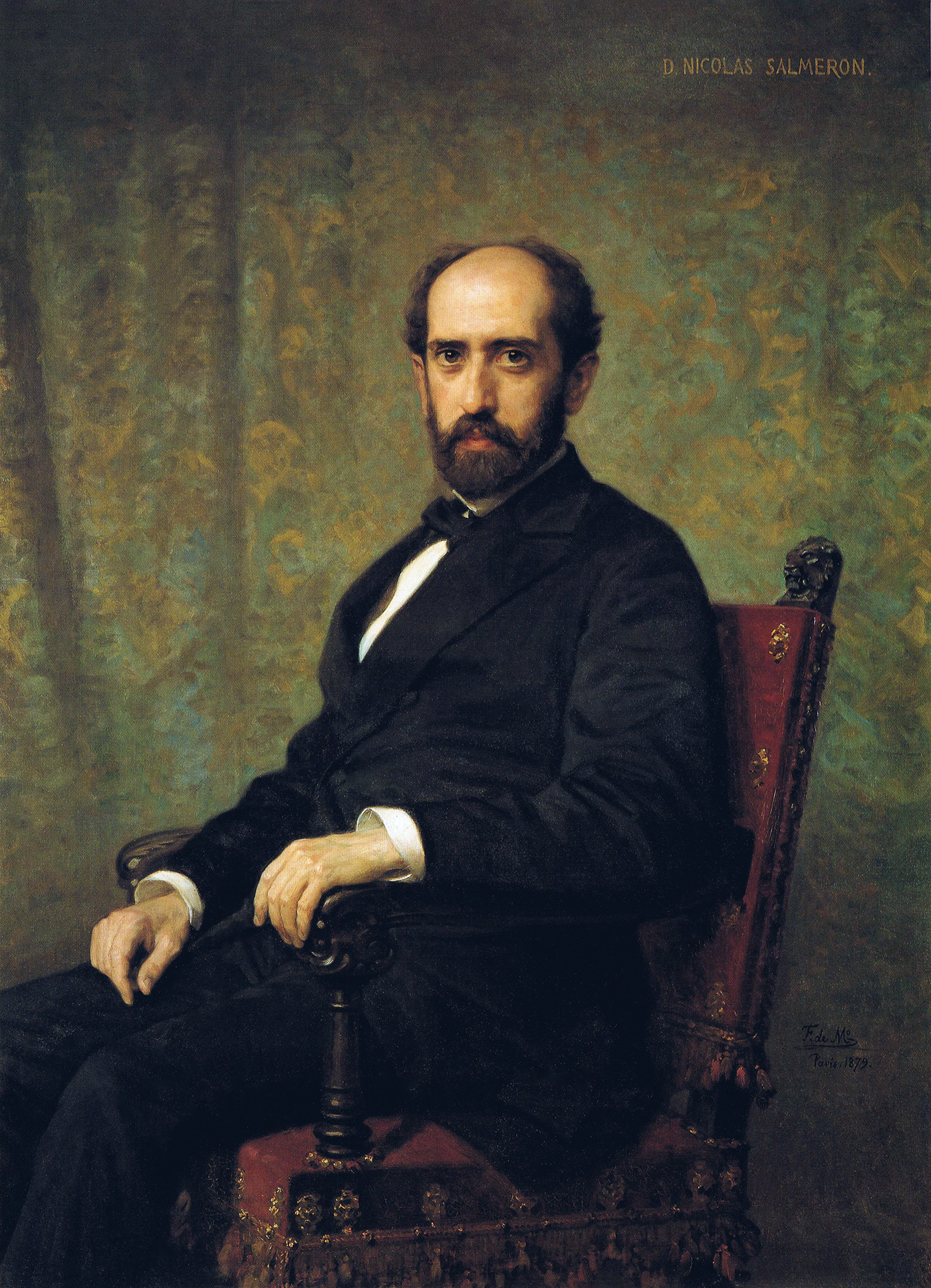
Nicolás Salmerón Alonso, tercer presidente del Poder Ejecutivo de la Primera República Española y uno de los líderes del sector "moderado" del Partido Republicano Federal.

Para acabar con la rebelión del cantón de Cartagena, proclamado el 12 de julio, Pi y Margall se negó a aplicar las medidas de excepción que le proponía el sector «moderado» de su partido, que incluían la suspensión de las sesiones de las Cortes, porque los sublevados no hacían más que seguir la doctrina federalista «pactista» que él había proclamado, aunque siguiendo la vía insurreccional y no la vía legal que era la que él defendía. Confiaba en que la rápida aprobación de la Constitución federal —lo que no sucedió— y la vía del diálogo —la «guerra telegráfica» que ya le funcionó cuando la Diputación de Barcelona intentó proclamar el Estado catalán— haría entrar en razón a los sublevados. No obstante no dudó en recurrir a la represión. Como la política de Pi y Margall de persuasión y represión no consiguió detener la rebelión cantonal, el sector «moderado» le retiró su apoyo el 17 de julio votando a favor de Nicolás Salmerón. Al día siguiente Pi y Margall dimitió, tras 37 días de mandato.
El lema del nuevo gobierno de Salmerón fue el «imperio de la ley», lo que suponía que para salvar la República y las instituciones liberales había que acabar con carlistas y cantonales. Para sofocar la rebelión cantonal tomó medidas duras como destituir a los gobernadores civiles, alcaldes y militares que habían apoyado de alguna forma a los cantonalistas y a continuación nombró a generales contrarios a la República Federal como Manuel Pavía o Arsenio Martínez Campos —lo que no le importó porque lo prioritario era restablecer el orden— para que mandaran las expediciones militares a Andalucía y a Valencia, respectivamente. «Además, movilizó a los reservistas, aumentó la Guardia Civil con 30 000 hombres, nombró delegados del Gobierno en las provincias con las mismas atribuciones que el Ejecutivo. Autorizó a las Diputaciones a imponer contribuciones de guerra y a organizar cuerpos armados provinciales, y decretó que los barcos en poder de los cartageneros se consideraran piratas —lo que suponía que cualquier embarcación podía abatirlos estuviera en aguas españolas o no»". Gracias a estas medidas fueron sometidos uno tras otro los distintos cantones, excepto el de Cartagena que resistiría hasta el 12 de enero de 1874.
Nicolás Salmerón renunció a su cargo porque no quiso firmar las sentencias de muerte de varios soldados acusados de traición, ya que era absolutamente contrario a la pena de muerte. Para sustituirle las Cortes eligieron el 7 de septiembre a Emilio Castelar. Inmediatamente Castelar consiguió de las Cortes la concesión de facultades extraordinarias para acabar tanto con la guerra carlista como con la rebelión cantonal y la suspensión de sus sesiones desde el 20 de septiembre de 1873 hasta el 2 de enero de 1874, lo que entre otras consecuencias supuso paralizar el debate y la aprobación del proyecto de Constitución federal.

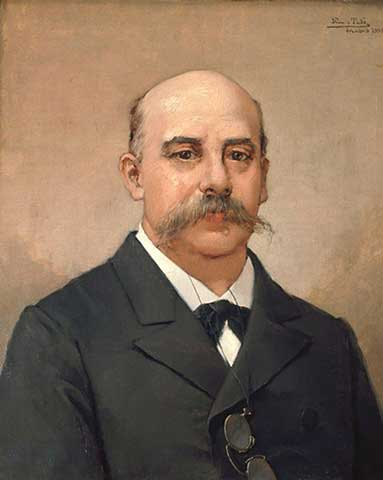
Emilio Castelar, cuarto presidente del Poder Ejecutivo de la Primera República Española.

Los poderes extraordinarios que obtuvo Castelar le permitieron gobernar por decreto, facultad que utilizó inmediatamente para reorganizar el cuerpo de artillería disuelto hacía unos meses al final del reinado de Amadeo I, llamar a los reservistas y convocar una nueva leva con lo que consiguió un ejército de 200 000 hombres, y el lanzamiento de un empréstito de 100 millones de pesetas para hacer frente a los gastos de guerra.
A finales de noviembre el gobierno de Castelar ordenó al general Ceballos, que dirigía el sitio de Cartagena tras la dimisión del general Arsenio Martínez Campos que lo había iniciado el 15 de agosto, que bombardeara Cartagena para «quebrantar el ánimo de los defensores o cuando menos molestarles, para no dar lugar a que permanezcan como han permanecido, completamente tranquilos». El bombardeo comenzó el 26 de noviembre de 1873 sin previo aviso y se prolongó hasta el último día del asedio, el 12 de enero de 1874, contabilizándose en total 27.189 proyectiles, «un verdadero diluvio de fuego», que causaron 800 heridos y doce muertos y destrozos en la mayoría de los inmuebles —sólo 28 casas quedaron indemnes—. Fue respondido por los cañones de los castillos de Cartagena y de las fragatas, pero fueron mucho menos efectivos dada la dispersión de las fuerzas gubernamentales que sitiaban la plaza por tierra. Tras la primera semana de bombardeo en que los sitiadores se percataron de que las defensas de Cartagena seguían intactas, el general Ceballos presentó la dimisión y el 10 de diciembre fue sustituido por el general José López Domínguez, que era también un general antirrepublicano y además era sobrino del general Serrano, el líder del conservador Partido Constitucional. En la entrevista que mantuvo en Madrid con Castelar este le insistió en que debía conseguir la rendición de Cartagena costara lo que costara antes del 2 de enero, la fecha prevista para la reapertura de las Cortes.

## La preparación del golpe
El acercamiento a los constitucionales y a los radicales, los dos partidos liberales que habían sustentado la Monarquía de Amadeo I, por parte Castelar ―«según C.A.M Hennessy, Castelar, en su afán de atraerlo[s] a la República, habría ofrecido al Partidos Radical los 86 escaños vacantes en la Asamblea»― encontró la oposición de los «centristas» de Pi y Margall, pero también del «moderado» Nicolás Salmerón y de sus seguidores, que hasta entonces habían apoyado al gobierno, porque creían que la República debía ser construida por los republicanos auténticos, no por los recién llegados que estaban «fuera de la órbita republicana». Esta oposición aumentó cuando Castelar nombró a generales de dudosa afección a la República Federal para los puestos más importantes —como Manuel Pavía, nuevo Capitán General de Castilla la Nueva, que incluía Madrid—. A ello se añadió un decreto de 22 de diciembre por el que se autorizaba a los gobernadores civiles a suspender periódicos sin necesidad de apercibimiento ni multa previa, y la supresión arbitraria de diputaciones y ayuntamientos, como el de Madrid cuyos concejales fueron sustituidos por otros más conservadores.
La primera muestra de que Salmerón había dejado de apoyar al gobierno de Castelar se produjo por esas mismas fechas cuando en la Diputación Permanente de las Cortes sus partidarios votaron junto a pimargallianos e «intransigentes» en contra de la propuesta de Castelar de que se celebraran elecciones para ocupar los escaños vacantes, por lo que fue rechazada. Esta votación planteó un grave dilema a Castelar, «decidirse entre los federales y los conservadores», tal como informó el embajador británico a su gobierno.
Al mismo tiempo se había producido un acercamiento entre Salmerón y Pi y Margall, a pesar de las graves discrepancias que habían mantenido en los meses anteriores ―con descalificaciones personales incluidas―, dispuestos ahora a formar un gran Centro que agrupase al centro-derecha y al centro-izquierda, lo que fue interpretado por los «demoliberales individualistas» de Castelar y por la extrema derecha monárquica y republicana unitaria como la vuelta de la «amenaza socialista» y de la «disolución de la Patria». Por su parte la prensa republicana antigubernamental empezaba a utilizar el apelativo de «Judas» para referirse a Castelar. Para seguir apoyándole Salmerón le exigió a Castelar que pusiera fin a la suspensión de las garantías constitucionales, excepto en las Vascongadas y en Navarra, los dos feudos carlistas.
Un nuevo motivo de distanciamiento entre Salmerón y Castelar fue el acuerdo al que había llegado este último con la Santa Sede para cubrir veinte diócesis que estaban vacantes, entre ellas sedes tan importantes como las de Toledo, Tarragona o Santiago de Compostela. La Gaceta de Madrid publicó los nombramientos el 20 de diciembre. Según Salmerón, Castelar había traicionado el laicismo de la República y la separación Iglesia-Estado y le exigió por carta que revocara los nombramientos. La jerarquía católica ya había protestado con motivo de la tramitación de un proyecto de ley de separación de la Iglesia y el Estado alegando que lo que se pretendía era «expulsar a Dios del Estado, o constituir un Estado sin Dios, [y] arrojar de la sociedad moderna a Jesucristo»; en definitiva «poner fuera de la ley a Dios, a Jesucristo y a su Iglesia».
El diario La República, órgano de Salmerón, publicó un artículo el mismo día 20 de diciembre titulado «Ceguera incurable» en el que anunciaba que el Partido Republicano Democrático Federal «no consentirá ni tolerará nunca que de esa suerte se desconozcan y se desvirtúen los principios fundamentales consignados en su bandera». Al día siguiente le respondió La Discusión, el órgano de Castelar, asegurando que no se podía «hoy gobernar de otra manera. O muere la República aplastada bajo el peso de la opinión del país, que quiere estabilidad y orden, o sigue como hoy resuelta a prescindir de ciertos compromisos para salvarse, satisfaciendo los deseos de la opinión. No sirve decir que en este trance terrible es preferible dejar el puesto a nuestros adversarios y dejar que vuelva la monarquía». Poco después La Discusión comenzó a publicar una serie de artículos en los que advertía de la catástrofe que se avecinaba si el gobierno de Castelar era derrotado cuando se abrieran las Cortes el 2 de enero ya que entonces el poder quedaría en manos de «las terribles convulsiones de la demagogia o de los infinitos peligros de la reacción», es decir, «la dictadura demagógica o la pretoriana».
El diputado republicano de derechas y amigo Castelar, Francisco de Paula Canalejas y Casas, intentó mediar entre este y Salmerón pero fracasó. El segundo en intentarlo fue Estanislao Figueras, que había sido el primer presidente del Poder Ejecutivo de la República y que había vuelto a España en septiembre. Les propuso a ambos prolongar la suspensión de las Cortes ocho meses más y que cuatro salmeronianos entraran a formar parte del Gobierno. A pesar de que varios ministros le ofrecieron a Castelar su dimisión para evitar la crisis, este le comunicó a Salmerón el 27 de diciembre que no aceptaba las condiciones que le había puesto para seguir dándole su apoyo que incluían también la sustitución de los generales que Castelar había nombrado por otros adictos al federalismo, la revocación del nombramiento de los arzobispos y la discusión y aprobación inmediata de la Constitución federal. A instancias de Figueras los dos políticos se reunieran el día 29 pero el resultado fue la ruptura total sobre todo porque Salmerón acusó a Castelar de estar preparando un golpe de Estado con el ejército del general Domingo Moriones y Murillo, destinado en el norte para combatir a los carlistas, lo que el presidente negó tajantemente.
Al día siguiente, 30 de diciembre, se reunían Salmerón y Pi y Margall, con Figueras como testigo. Salmerón habló de la necesidad de poner fin al gobierno de Castelar porque estaba «perdiendo la República con sus exageraciones autoritarias». Pi y Margall coincidió con él y abogó por la «inmediata organización federal del país como único medio de salvar la República», por lo que la tarea prioritaria de las Cortes sería reanudar el debate del Proyecto de Constitución Federal. Finalmente acordaron plantear un voto de censura contra el gobierno de Castelar cuando se reabrieran las Cortes el 2 de enero y constituir uno alternativo de transición en el que no estarían presentes ninguno de los dos, aunque no se habló de quién iba a presidirlo.
El día 31 Canalejas hizo un último intento para evitar la ruptura de la derecha republicana y convocó en el edificio del Senado a 93 diputados pero solo acudieron 33. Se acordó formar una comisión que hablara con Castelar y con Salmerón, pero no consiguió que alguno de los dos cediera. Cuando los miembros de la comisión le advirtieron a Salmerón del riesgo de golpe de Estado si el gobierno de Castelar caía y que si triunfaba sería el fin de la República, Salmerón, que estaba enfermo, contestó: «Pues que caiga».
A raíz de la ruptura entre Castelar y Salmerón que ponía en serio peligro la continuidad del gobierno del primero, Cristino Martos, líder de los radicales, y el general Serrano, líder de los constitucionales, que hasta diciembre habían estado preparándose para las elecciones parciales que ya no se iban a celebrar, porque la propuesta había sido derrotada en la reunión de Diputación Permanente de las Cortes, acordaron llevar a cabo un golpe de fuerza para evitar que Castelar fuera reemplazado al frente del Poder Ejecutivo por un voto de censura que previsiblemente iban a presentar Pi y Margall y Salmerón en cuanto volvieran a abrirse las Cortes el 2 de enero de 1874. El militar que iba a encabezarlo era Manuel Pavía, capitán general de Castilla la Nueva, quien les dijo a los líderes radicales y constitucionales que tras el triunfo del golpe los convocaría para constituir un «Gobierno nacional» del que él no formaría parte. Una muestra de que el general Pavía no admitía la supremacía del poder civil sobre el Ejército, lo que le llevó a considerar que el golpe que tenía planeado dar era legítimo, se produjo unas semanas antes con motivo del entierro del diputado Ríos Rosas en el que pretendió situarse en el cortejo fúnebre inmediatamente detrás del Gobierno y por delante de la Mesa de las Cortes, teniendo que intervenir el propio Castelar para restablecer la prelación.
Ante los rumores cada vez más insistentes de que se estaba preparando un golpe de Estado Emilio Castelar llamó a su despacho el 24 de diciembre a Manuel Pavía, capitán general de Castilla la Nueva nombrado por él mismo tras su exitosa campaña militar que puso fin al cantonalismo andaluz, para intentar convencerle de que se atuviera a la legalidad y no participara en la intentona. En esa reunión, según relató mucho después el general Pavía, este le manifestó su preocupación por la posibilidad de que su gobierno cayera y le pidió que prolongara la suspensión de las Cortes ofreciéndose a fijar el decreto «en la Puerta del Sol con cuatro obleas y cuatro bayonetas, y que respondía de la tranquilidad en Madrid». Castelar le dijo que no se separaría un ápice de la legalidad y que si era derrotado en las Cortes «con amargura grande, llorando sobre mi patria, me retiraré a casa». El general Pavía le respondió: «Yo lo seguiré a usted a todas partes». Sin embargo, como se preguntó más tarde Pi y Margall al conocer los hechos, Castelar no destituyó a Pavía.

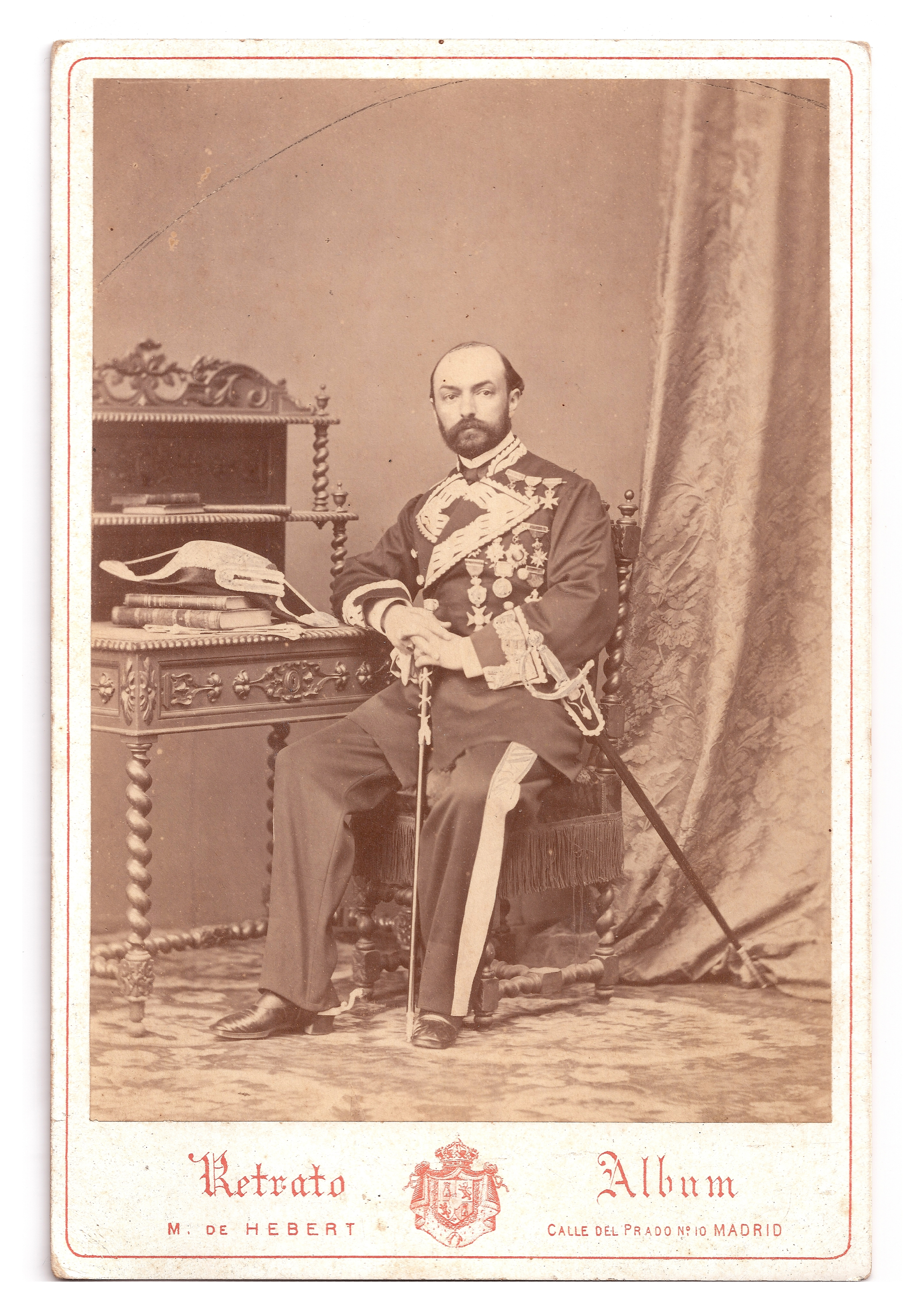
El general José López Domínguez, comandante del ejército que rindió el Cantón de Cartagena el 12 de enero de 1874.

Una semana después, el 31 de diciembre, Castelar le escribió al general José López Domínguez, que dirigía el sitio de Cartagena —el último reducto de la rebelión cantonal—, para asegurarle que nunca se saldría de la legalidad y que abandonaría el poder si las Cortes así lo decidían, y también para pedirle que se mantuviera fiel al gobierno asegurándole que estaba resuelto a fundar la República «en el orden, a aumentar el Ejército y a salvar la disciplina y a todo aquello que puede darnos patria». El general López Domínguez le contesta el 2 de enero: «¿Podrá consentir este bizarro ejército que me enorgullezco en mandar, la ignominia de ver triunfantes a los insurrectos? [...] Temo que la Cámara pueda tomar un camino que su legalidad sea la deshonra de la patria». Después de leer esto Castelar no lo destituyó.
Por su parte, los comandantes de los batallones de los Voluntarios de la República de Madrid hicieron un llamamiento a todos sus miembros para que el 2 de enero estuvieran «apercibidos para defender las decisiones de la Asamblea Constituyente» y a los soldados para desobedecieran «si les mandan hacer fuego contra los voluntarios» y «fusilen a quien tal les diga». Algunos periódicos republicanos federales publicaron proclamas en el mismo sentido el 31 de diciembre y el 1 de enero. El Combate Intransigente fue mucho más lejos al publicar en la mañana del 2 de enero un llamamiento al «pueblo» para que hiciera «un escarmiento horrible en todos los traidores que falsamente le representan [en las Cortes]».

## El golpe

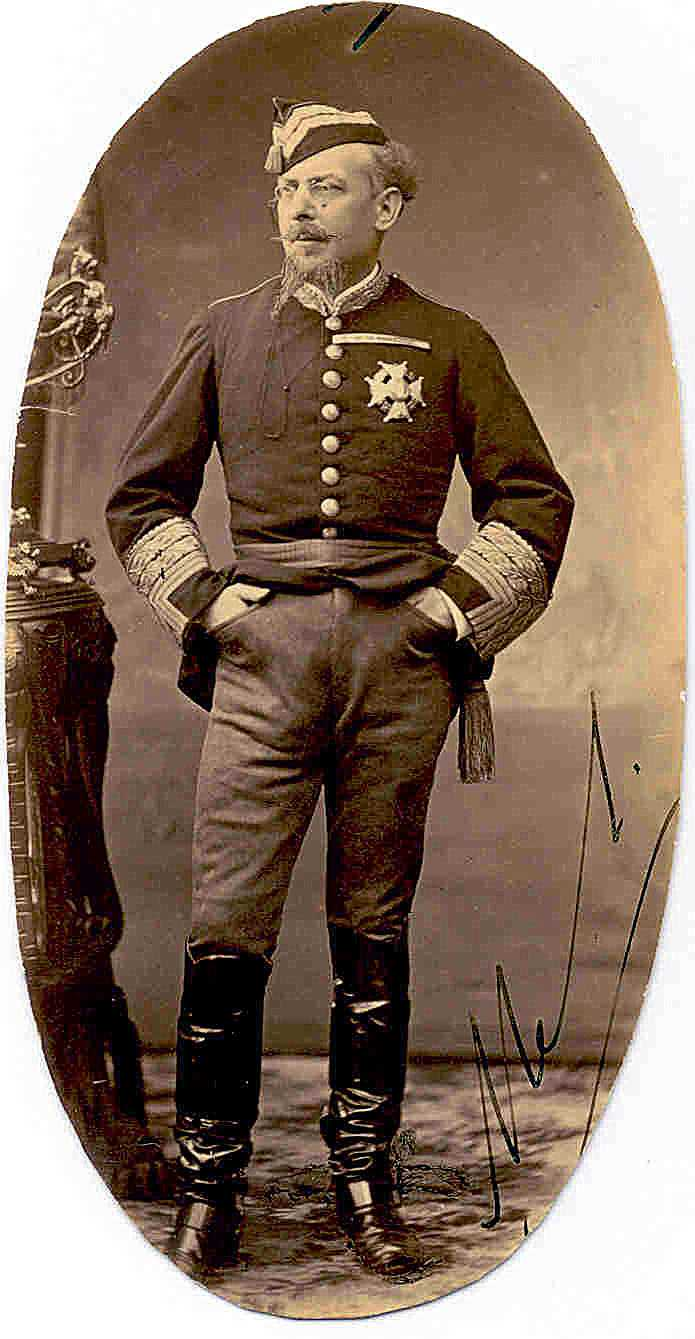
General Manuel Pavía.

Cuando se reabrieron las Cortes el 2 de enero de 1874 el capitán general de Madrid, Manuel Pavía, antiguo partidario de Prim, con quien se había alzado en Villarejo de Salvanés, tenía preparadas sus tropas para el caso de que Castelar perdiera la votación parlamentaria ―sin que el ministro de la Guerra José Sánchez Bregua hubiera hecho nada para impedirlo―. Además Pavía les había pedido a los dirigentes del Partido Radical y del Partido Constitucional que se reuniesen en una casa contigua al Congreso y que allí esperasen sus «órdenes». En el lado contrario, batallones de Voluntarios de la República estaban preparados para actuar si vencía Castelar. «Se insinuó que Pi y Margall mantenía contactos con los rebeldes [de Cartagena] a fin de que no se rindiesen, por lo menos antes de la sesión de la Asamblea. No hay prueba documental que acredite este extremo», ha afirmado José Barón Fernández. A pesar de ello, Jorge Vilches sigue manteniendo que «los cantonales cartageneros habían recibido la contraseña de resistir hasta el 3 de enero, día en que siendo derrotado el Gobierno Castelar se formaría uno intransigente que "legalizaría" su situación y "cantonalizaría" España».
En la sesión de las Cortes, que comenzó a las 4 de la tarde, Nicolás Salmerón ―quien la noche anterior se había reunido con los diputados de su grupo― anunció que retiraba su apoyo a Castelar. En su discurso acusó a este de haber abandonado la «política republicana» —«se ha roto la órbita trazada por los principios del partido republicano de tal manera, que ya en la situación no sólo predominan, sino que lo son todo las fuerzas conservadoras», dijo— al pretender incluir en el régimen al Partido Constitucional de Serrano que según Salmerón representaba a la «oligarquía militar» antirrepublicana —aunque esta vez admitía el acercamiento al Partido Radical de Cristino Martos—. Salmerón terminó su intervención con una frase que se hizo famosa: «Perezca la República, sálvense los principios» —lo que, según Jorge Vilches, quería decir que «si no se podía gobernar con los principios republicanos, se dejara la República a otros»—.
Le respondió Emilio Castelar haciendo un llamamiento al establecimiento de la «República posible» con todos los liberales, incluidos los conservadores, y abandonando la «demagogia», el gran enemigo de la República, cuya culpa recaía en esos que, hablando de una «utopía socialista» ―en referencia Pi y Margall―, «prometían edenes que no han podido traer a la Tierra a pesar de haber estado en el Gobierno». Un diputado le interrumpió diciendo «¿Y la Federal? ¿Y el proyecto?», a lo que Castelar le respondió: «¿El proyecto? Lo quemasteis en Cartagena», provocando los aplausos de un sector de la Cámara. En su intervención Castelar también hizo un balance de la gestión de su gobierno:

Nuestra situación, grave bajo varios aspectos, ha mejorado en otros. El orden se halla más asegurado, el respeto a la autoridad más exigido arriba y más observado abajo. La fuerza pública ha recobrado su disciplina y subordinación. Los motines diarios han cesado por completo. Ya nadie se atreve da despojar de sus armas al ejército, ni el ejército las arroja para entregarse a la orgía del desorden. Los ayuntamientos no se declaran independientes del poder central, ni erigen esas dictadura locales que recordaban los peores días de la Edad Media.

En defensa de Castelar no sólo intervinieron los miembros de su grupo ―entre los que destacó Canalejas― sino también los diputados monárquicos y republicanos unitarios que constituían la extrema derecha de la Cámara. Canalejas concluyó su intervención afirmando que Castelar representaba la «única esperanza de salvación de la República».

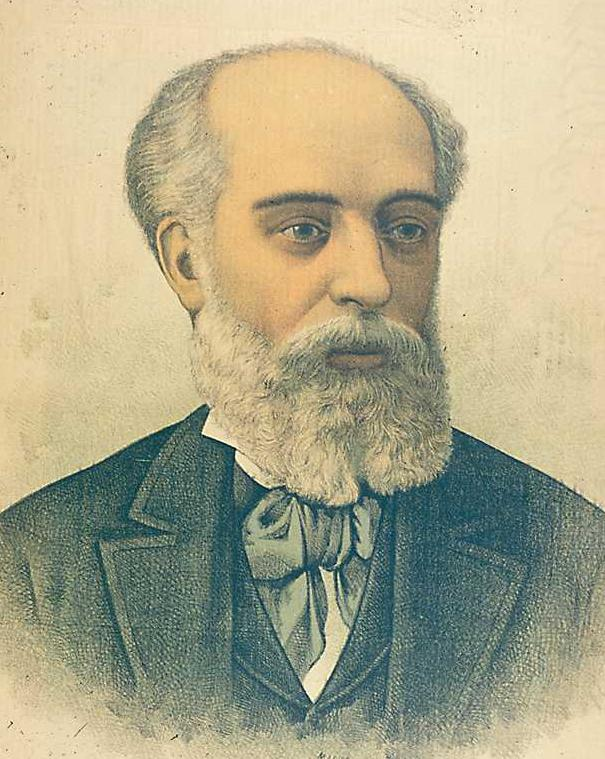
Eduardo Palanca Asensi, el candidato de los republicanos federales para sustituir a Emilio Castelar cuya elección fue impedida por el golpe de Pavía.

Hacia las cinco de la madrugada del 3 de enero se votó la cuestión de confianza al gobierno presentada por varios diputados de la derecha en la que Castelar salió derrotado por 100 votos a favor y 120 en contra, lo que obligó a Castelar a presentar la dimisión. Se hizo un receso durante el cual Pi y Margall, Salmerón y Figueras, junto con otros dos diputados, se reunieron para acordar quién iba a presidir el gobierno. El designado fue el «centrista» Eduardo Palanca ―hubo que ir a buscarlo porque estaba a punto de coger un tren para Málaga―. En la reunión también pactaron el reparto de los ministerios. En aquellos momentos el diputado constitucional Fernando León y Castillo ya había hecho llegar el resultado de la votación adverso para Castelar al general Pavía a través del también constitucionalista Víctor Balaguer.

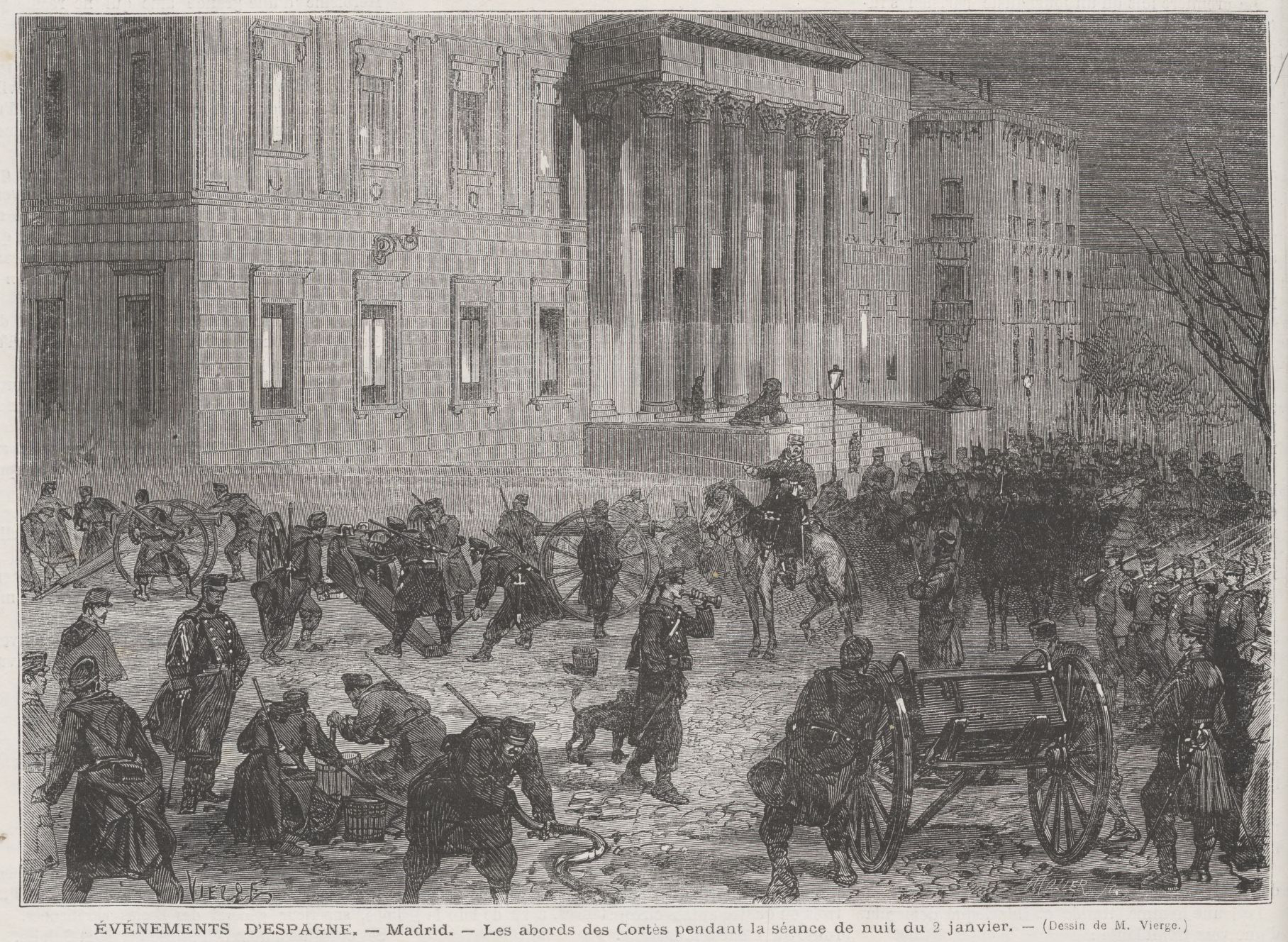
Grabado sobre un dibujo de Daniel Vierge (Le Monde Illustré, 10 de enero de 1874) que muestra el momento en que las tropas del general Pavía rodean el edificio de las Cortes.

Pavía dio entonces la orden de salir hacia el Congreso de los Diputados a los regimientos comprometidos y él personalmente se situó en la plaza frente al edificio con su estado mayor desde donde ordenó a dos ayudantes que comunicaran a Salmerón, presidente del Congreso de Diputados, la orden de disolución de la sesión de Cortes y el desalojo del edificio en cinco minutos. La Guardia Civil, que custodiaba el Congreso, se puso a las órdenes del general Pavía. La sesión de las Cortes se había reanudado a las siete menos cinco de la mañana y en esos momentos ya habían votado unos cincuenta diputados en la investidura del nuevo gobierno que iba a presidir Eduardo Palanca.

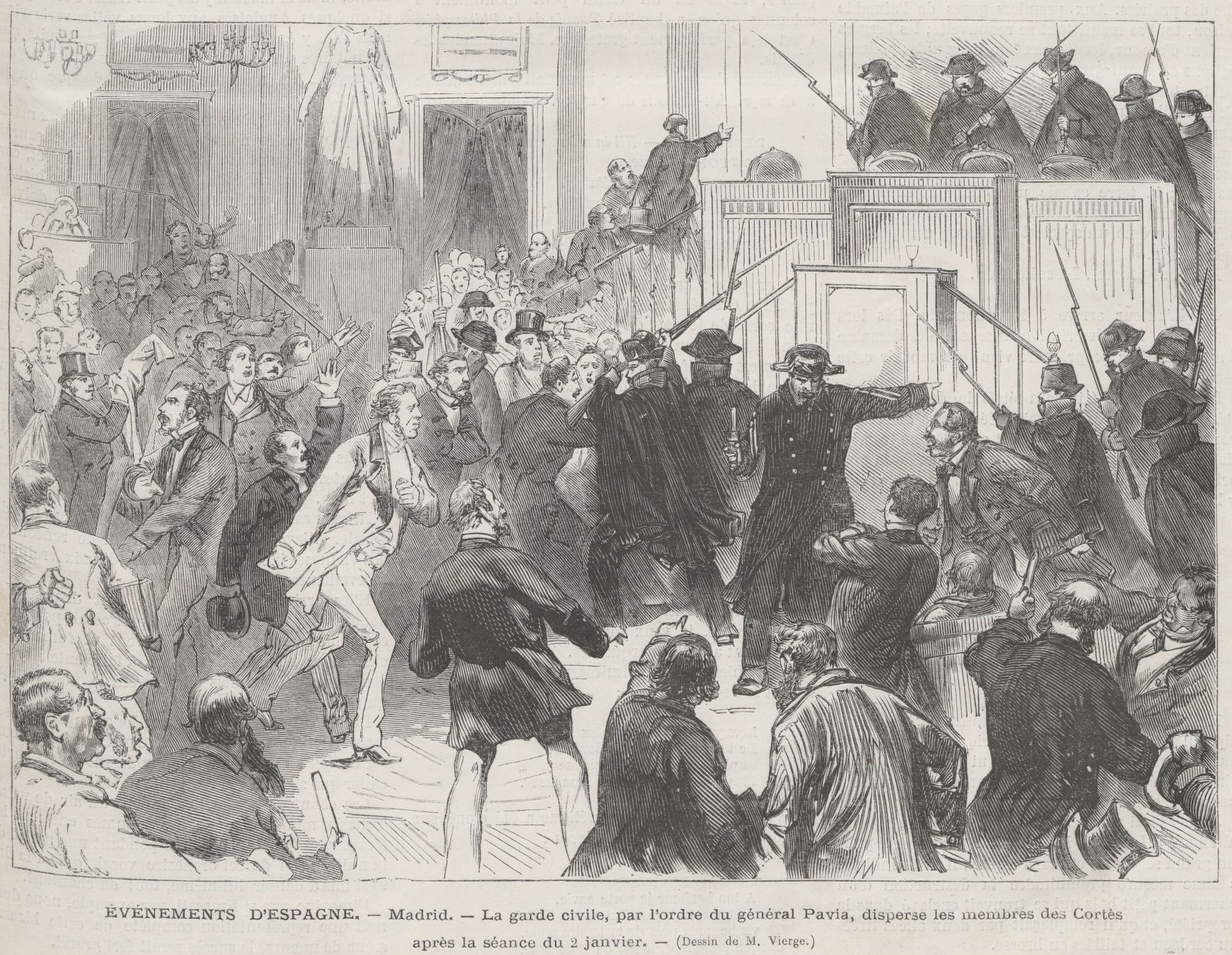
Grabado sobre un dibujo de Daniel Vierge (Le Monde Illustré, 10 de enero de 1874) que muestra a las fuerzas de Pavía desalojando el hemiciclo de las Cortes.

Cuando Salmerón recibió la nota que decía «Desaloje el local» les dijo a los dos ayudantes del general Pavía que se la habían entregado que le comunicaran a este que estaba atentando contra la soberanía nacional y contra la República y «que el tribunal del pueblo será inexorable contra el autor de semejante crimen», a lo que uno de los oficiales le respondió que él solo cumplía órdenes («yo no entiendo de otros códigos que el de la disciplina militar; se me ha dado una orden y la cumplo», le dijo). Salmerón suspendió la votación e informó a los diputados lo que estaba sucediendo a lo que estos respondieron con vivas a la soberanía nacional y mueras a los traidores y a Pavía. Propuso a continuación que las Cortes se declaraban en sesión permanente hasta que no fueran disueltas por la fuerza. Seguidamente intervinieron varios diputados pidiendo que Pavía fuera declarado fuera de la ley y que fuera sometido a un Consejo de Guerra propuesta que fue aceptada por el ministro de la Guerra, el general José Sánchez Bregua, que redactó un decreto en el que Pavía era destituido de su cargo y de todos sus honores y condecoraciones. Sin embargo, según Jorge Vilches, el ministro no lo destituyó inmediatamente sino que se limitó a enviarle una nota que decía: «Disponga V.E. que se retiren las tropas a los cuarteles inmediatamente». «Salmerón, muy dignamente, preguntó a los diputados si debían dejarse matar sin abandonar sus escaños a lo cual respondieron muchos diputados afirmativamente». Pero cuando fuerzas de la Guardia Civil, encargadas de la custodia del edificio pero que se habían sumado al golpe con su coronel al frente, y del regimiento de Mérida entraron en el edificio del Congreso disparando tiros al aire por los pasillos los diputados lo abandonaron rápidamente.
Uno de los últimos en salir fue el todavía presidente del Poder Ejecutivo Emilio Castelar, a quien se acercaron dos diputados de la extrema derecha monárquica y republicana unitaria para pedirle, por encargo del general Pavía, que asistiera a la reunión que iba a convocar este para formar un «gobierno nacional», a lo que Castelar se negó. Según Jorge Vilches, Nicolás Salmerón «por venganza» contra Castelar manipuló el Diario Sesiones para que este «quedara como un político inhabilitado» ―lo podía hacer, según Vilches, porque como presidente de las Cortes ese era uno de sus cometidos―. Se dijo que algunos diputados se descolgaron por las ventanas para escapar, a los que Pavía, sorprendido, preguntó: «Pero señores, ¿por qué saltar por las ventanas cuando pueden salir por la puerta?».

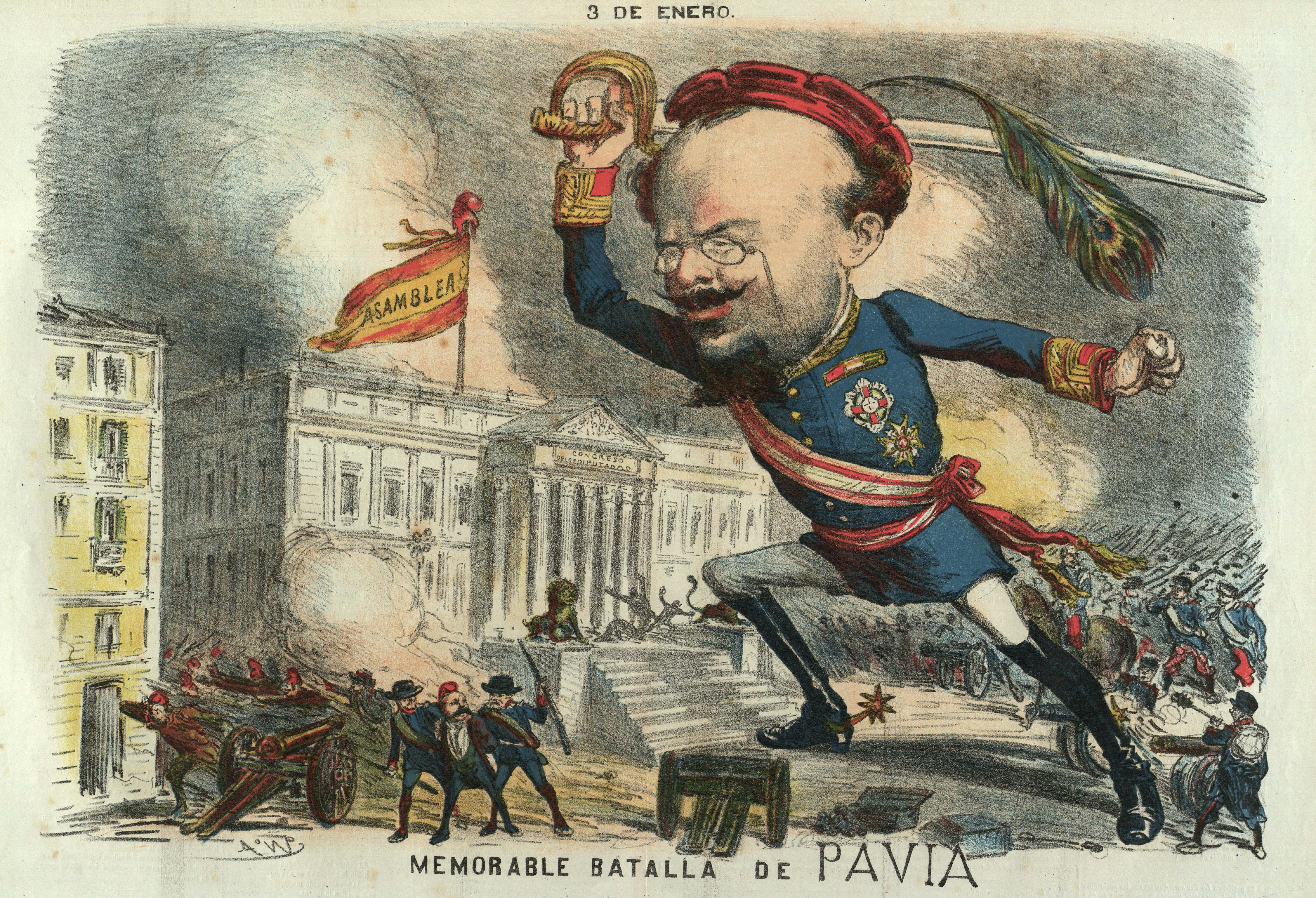
Caricatura de Tomás Padró publicada el 24 de enero de 1874 en La Madeja Política con el irónico título de "Memorable batalla de Pavía". Aparece un general Pavía gigante tomando la sede de las Cortes sobre la que ondea la bandera de España con el rótulo "Asamblea". En primer plano se llevan detenido al presidente del Poder Ejecutivo de la República Emilio Castelar (lo que no sucedió exactamente así: fue destituido pero pudo marcharse libremente a su casa).

Nada más desalojar el Congreso, Pavía envió un telegrama a los jefes militares de toda España en el que les pedía su apoyo al golpe, que el general llamaba «mi patriótica misión», «conservando el orden a todo trance». En el telegrama justificaba así lo que más tarde llamará «el acto del 3 de enero»:

El ministerio de Castelar […] iba a ser sustituido por los que basan su política en la desorganización del ejército y en la destrucción de la patria. En nombre, pues, de la salvación del ejército, de la libertad y de la patria he ocupado el Congreso convocando a los representantes de todos los partidos, exceptuando los cantonales y los carlistas para que formen un gobierno nacional que salve tan caros objetivos.

Uno de los primeros en responder al telegrama de Pavía fue el general López Domínguez que mandaba el ejército que sitiaba Cartagena:

Este disciplinado ejército, que tengo el honor de mandar, inspirándose en los más elevados sentimientos está dispuesto a apoyar al gobierno que se dé la nación, según lo manifestado por el capitán general de Castilla la Nueva y que representa la honra, el orden y la libertad del país.

En un folleto que el general Pavía publicó en 1878 para justificar el golpe aseguró que lo había hecho impulsado por su «deber de español y de soldado» y que por eso tomó la «bandera del patriotismo y del desinterés personal». En el telegrama que Pavía envió el mismo día 3 al embajador español en París Buenaventura Abárzuza Ferrer le dijo que había dado el golpe para evitar que el Gobierno estuviera en «manos de los intransigentes, enemigos del Ejército». Tres meses más tarde insistirá en que él solo había sido el «brazo» para salvar a España de la «sima en que estaba a punto de hundirla el desenfreno de la demagogia representada en el cantonalismo».

### La escasa resistencia al golpe
Solo hubo intentos aislados de oposición al golpe en Asturias (en la zona de Avilés un centenar de republicanos federales «se lanzaron a la desesperada», pero fueron rápidamente reducidos, mientras que el ayuntamiento de Gijón dimitió en señal de protesta por el golpe), en Ciudad Real (el cuerpo de vigilancia se sublevó «en sentido cantonal», cometiendo algunos «excesos» en Alarcón y Porzuna, mientras una partida asaltaba el telégrafo en Venta de Cárdenas; todos ellos fueron fácilmente sofocados) y en Tarragona (hubo disturbios en Reus y en Valls protagonizados por los Voluntarios de la República). Conflictos de menor entidad se produjeron en Valladolid, Vega de Espinareda (León), Lardero (La Rioja), Fregenal de la Sierra (Badajoz), Almería, Málaga, Linares, Baeza y el área de Despeñaperros. Los incidente más graves se produjeron en Zaragoza y en Barcelona.
En Zaragoza, al día siguiente del golpe la ciudad se llenó de barricadas cuando se supo que las milicias de los Voluntarios de la República iban a ser desarmadas. Hubo una importante participación de mujeres. Los combates entre las tropas comandadas por el capitán general de Aragón y los milicianos fueron muy duros, causando veinte muertos entre estos últimos. El 5 de enero el orden se había restablecido. Varios concejales y diputados provinciales republicanos federales fueron detenidos y los periódicos El Cantón Aragonés y El Estado Aragonés fueron clausurados y sus redactores encarcelados, aunque un mes después todos ellos fueron puestos en libertad a propuesta del nuevo ayuntamiento en un intento de «normalizar la situación lo más rápido posible y concentrar los esfuerzos en la guerra carlista».
En Barcelona las barricadas se levantaron el 6 y el 7 de enero, revistiendo el carácter de una verdadera insurrección. Como en Zaragoza, fue la respuesta a la orden de desarme de los Voluntarios de la República dictada por el capitán general de Cataluña y estuvo acompañada de la declaración de la huelga general. Los combates más encarnizados se produjeron en Sants, donde hubo cinco muertos (dos soldados y tres paisanos), y sobre todo en Sarriá a causa de un levantamiento encabezado por el destacado guerrillero republicano Juan Martí, Xich de les Barraquetes al mando de entre 800 y 1500 hombres armados. Hubo muchas víctimas. Tras ser derrotado Martí se dirigió a Molins de Rey donde pidió el indulto para él y para sus hombres al capitán general, que le fue concedido.
Según María Victoria López-Cordón Cortezo, «la facilidad y la escasa resistencia con que Pavía terminó con la República federal, irrumpiendo con sus tropas en el Congreso, es el mejor exponente de la fragilidad de un régimen que apenas contaba con base para sustentarse». Román Miguel González reconoce que «el ansiado gobierno republicano federal de Centro, que iba a traer Orden y Reformas y que iba a ser presidido por el demokrausista E. Palanca, ya no tenía los apoyos con los que hubiera contado en junio de 1873» pero que esto se debió «no tanto [a] la desidia popular de la República federal, como [a] la labor llevada a cabo por Maisonnave desde el Ministerio de la Gobernación y por las exhibiciones represivas de Pavía en Andalucía durante el segundo semestre de 1873. Las masas federalistas fueron reprimidas y desarmadas y la fuerza pública puesta en manos de los antirrepublicanos. Toda posible resistencia popular al golpe de Estado era más que una temeridad, sobre todo porque no hubo tampoco ningún gran líder federal que lanzase y encabezase la resistencia armada». Florencia Peyrou coincide con Miguel González cuando señala que la política represiva del gobierno de Castelar, «impidió que se pudiera organizar ningún tipo de resistencia» aunque advierte que «en ello también influyó el cansancio de los propios republicanos y la necesidad de orden público». Jorge Vilches, por el contrario, afirma que la razón de la escasa resistencia al golpe fueron «el dogmatismo y la irresponsabilidad de la izquierda, del centro, de los intransigentes y de Salmerón [que] no tenían nada que ver con el sentir de la mayoría de la población».

## Las consecuencias: el fin de la República Federal y la dictadura de Serrano

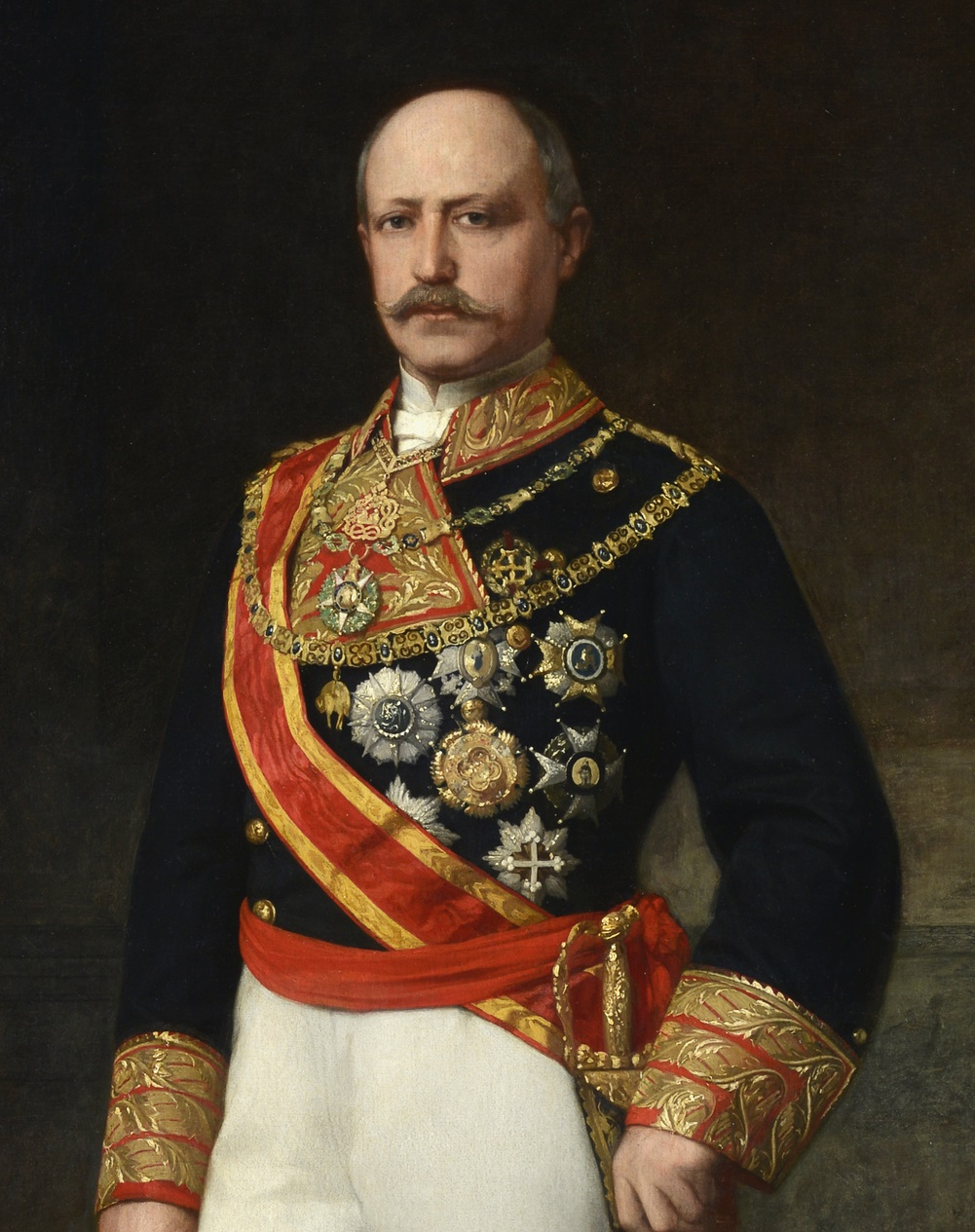
Retrato del general Serrano, último presidente de la I República que impuso una dictadura, desde enero hasta diciembre de 1874.

Como Castelar había rehusado el ofrecimiento del general Pavía para que presidiera el «gobierno nacional» que él proponía porque no estaba dispuesto a mantenerse en el poder por medios antidemocráticos —de hecho redactó una Protesta contra «la herida brutal que se ha inferido a la Asamblea Constituyente»—, la presidencia del Poder Ejecutivo de la República la asumió el líder del Partido Constitucional el general Serrano, duque de la Torre, quien se fijó como objetivo prioritario acabar con la rebelión cantonal y con la tercera guerra carlista. Su gobierno estuvo integrado por constitucionalistas, radicales y un republicano unitario, Eugenio García Ruiz, este último por imposición de Pavía ―el líder de los monárquicos alfonsinos Antonio Cánovas del Castillo rehusó participar porque seguía siendo un gobierno republicano―.
La reunión convocada por el general Pavía en la que se decidió quiénes integrarían el nuevo gobierno y quién lo presidiría había tenido lugar el mismo día 3 de enero en el edificio del Congreso de los Diputados. A ella habían asistido los líderes políticos constitucionales, radicales, alfonsinos y republicanos unitarios —los republicanos federales no fueron convocados y Castelar rehusó asistir—. Según contó el diario conservador La Época días más tarde, para resolver la controversia surgida entre el líder monárquico alfonsino Antonio Cánovas del Castillo que propuso que el gobierno fuera «innominado» (ni republicano ni monárquico) y los radicales Nicolás María Rivero y Cristino Martos que defendían la continuidad de la República, los reunidos tuvieron que llamar al propio general Pavía para «saber de un modo auténtico si el movimiento militar por él capitaneado iba dirigido contra la República» a lo que este manifestó «que en su ánimo no había entrado alzarse contra el gobierno republicano. Desde este momento la cuestión estaba resuelta».
En el Manifiesto que hizo público el gobierno de Serrano el 8 de enero de 1874 ―recogido en la Gaceta de Madrid del día siguiente― justificó el golpe de Pavía afirmando que el gobierno que iba a sustituir al de Castelar hubiera supuesto la desmembración de España o el triunfo del absolutismo carlista y a continuación anunció, dejando abiertas todas las posibilidades sobre República o Monarquía hereditaria o electiva, que se convocarían Cortes ordinarias que designarían la «forma y modo con que han de elegir al supremo Magistrado de la Nación, marcando sus atribuciones y eligiendo al primero que ha de ocupar tan alto puesto». Poco después el general Pavía dimitía como capitán general de Castilla la Nueva para mostrar su disconformidad con el gobierno que se había formado porque a su juicio no podía llevar a cabo «la política nacional, patriótica y desinteresada del 3 de enero».
Bajo la dictadura de Serrano las Cortes fueron disueltas y la Constitución de 1869 se dejó en suspenso «hasta que se asegurase la normalidad de la vida política». Un grupo de 190 ya exdiputados presentaron un recurso ante el Tribunal Supremo pero este contestó que «las revoluciones o golpes de fuerza triunfantes que suprimen los poderes existentes y los sustituyen creando una nueva legalidad... son acontecimientos que, por su trascendencia y magnitud, no están al alcance de la jurisdicción de los tribunales». El 5 de enero habían sido suspendidas las garantías constitucionales, «particularmente las que se referían a los derechos de reunión, asociación y opinión: a la inviolabilidad del domicilio y al destierro». El 10 de enero el gobierno decretó la disolución de la sección española de la Asociación Internacional de Trabajadores (AIT) por «atentar contra la propiedad, la familia y demás bases sociales» ―nada más triunfar el golpe de Pavía la Comisión Federal de la AIT había comunicado a las comisiones locales que la «dictadura grotesca del apóstata Castelar y sus cómplices [que] ha producido el golpe de Estado del tres de enero de 1874... ha dejado su puesto para que lo ocupe la dictadura militar, que ha disuelto a tiros la legalidad burguesa»―. Inmediatamente la Guardia Civil ocupó todos sus locales y los periódicos internacionalistas fueron suspendidos.
Estos hechos supusieron el final de facto de la Primera República, aunque oficialmente continuaría casi otro año más, con el general Serrano al frente. «Nominalmente la República continuaba pero completamente desnaturalizada», ha afirmado José Barón Fernández. El líder del partido alfonsino Antonio Cánovas del Castillo le comunicó a la reina exiliada Isabel II que «los principios democráticos están heridos de muerte» y que tan solo es cuestión de «calma, serenidad, paciencia, tanto como perseverancia y energía» para lograr la restauración de la Monarquía borbónica.